# منطقة التجارة الحرة العربية الكبرى
منطقة التجارة العربية الحرة الكبرى هي حلف اقتصادي بين الدول العربية للتكامل الاقتصادي والتبادل التجاري منخفض الرسوم الجمركية. دخلت منطقة التجارة الحرّة العربية الكبرى حيز التنفيذ ابتداءً من أول كانون الثاني/يناير 2005.
وقعت الاتفاقية برعاية الجامعة العربية في القمة العربية في عمان عام 1997, وبتوقيع 17 دولة عليها لإنشاء سوق عربية مشتركة لتواجه التكتلات العالمية. كان الاتفاق على تخفيض الرسوم على المنتجات ذات المنشأ العربي وإنشاء منطقة تجارة حرة عربية للاستيراد والتصدير.
المخطط القابل للضغط يظهر علاقات المنظمات المختلفة في إطار منظمة التعاون الإسلامي. (عضوية سوريا معلقة من جميع المنظمات لانتهاكات حقوق الإنسان خلال الحرب الأهلية السورية).

## تأسيس
بدأت مناقشة الجوانب التنظيمية لهذه المنطقة خلال دورات انعقاد المجلس الاقتصادي والاجتماعي لجامعة الدول العربية في عامي 1995م و1996م بهدف صياغة مشروع برنامج تنفيذي يحدد خطوات ومراحل التأسيس والنفاذ، وجرى هذا العمل إلى أن أقرّ المجلس بموجب قراره رقم (1317) الصادر في 19 فبراير 1997 
البرنامج التنفيذي والجدول الزمني لإقامة منطقة تجارة حرة عربية كبرى خلال عشر سنوات اعتباراً من أول يناير عام 1998م، تكون وفقاً لأحكام اتفاقية تيسير وتنمية التبادل التجاري بين الدول العربية، وتتماشى مع أوضاع واحتياجات الدول العربية جميعها، كما تتماشى مع أحكام منظمة التجارة العالمية وقواعدها العامة المنظمة للتجارة الدولية. دخلت حيز التنفيذ عام 2005م أي قبل الموعد المحدد بعامين. وقد وبلغ عدد الدول العربية الأعضاء فيها حالياً (18) دولة.
بلغت نسبة التخفيض في عام 2005م (100%) ؛و انتهت بتاريخ 16 سبتمبر 2002 كافة الاستثناءات الممنوحة للدول الأعضاء.

## القيود الجمركية
حدد البرنامج التنفيذي ضوابط وأحكام تحرير التبادل التجاري في إطار منطقة التجارة الحرة العربية الكبرى، وهي تتلخص في الآتي :
التخفيض التدريجي للرسوم الجمركية وللرسوم والضرائب ذات الأثر المماثل بنسبة 10% سنوياً ابتداءً من 1/1/1998م، وذلك على أساس الرسوم النافذة بتاريخ 1/1/1998م ؛
إلغاء جميع القيود الجمركية (الإدارية والكمية والنقدية) ؛
تستثنى من أحكام البرنامج التنفيذي السلع الممنوع استيرادها وتداولها في الدول العربية لأسباب دينية أو بيئية أو صحية أو أمنية، وتطبق عليها الأنظمة النافذة في كل بلد ؛
يمكن تطبيق الرزنامة الزراعية لكل دولة عربية ضمن الشروط التالية :
- لا يجوز أن يزيد عدد السلع الزراعية المدرجة في رزنامة كل دولة عن عشر سلع (جرى تخفيض عدد السلع المدرجة في الرزنامة الزراعية من 10 إلى 9 بموجب تعديل في البرنامج التنفيذي).
- لا يجوز أن تزيد المدة في الرزنامة للسلعة الواحدة عن سبعة أشهر في السنة، ولا يجوز أن تزيد المدة لجميع السلع عن 45 شهراً (جرى تخفيض الحد الأقصى لعدد الأشهر لكافة السلع من 45 إلى 35 بموجب تعديل في البرنامج التنفيذي).
- الرزنامة الزراعية لا تجيز المنع وإنما تدخل السلع من دون أن تستفيد من التخفيض التدريجي خلال الفترة المحددة لها في الرزنامة وتستفيد من التخفيض خارج هذه الفترة.

### التخفيض التدريجي للرسوم الجمركية
يتجلى الوضع الحالي لتنفيذ التزامات منطقة التجارة الحرة العربية الكبرى في النقاط التالية :
- يجري العمل بقواعد المنشأ العربية بنسبة قيمة مضافة لا تقل عن 40%، وذلك لأغراض تطبيق اتفاقية تيسير وتنمية التبادل التجاري بين الدول العربية ؛
- يجري الإعداد لقواعد منشأ عربية تفصيلية مستمدة من قواعد منشأ الاتحاد الأوروبي، وذلك لحماية الإنتاج العربي من دخول منتجات لا تنتمي إلى الدول أعضاء الاتفاقية إلى داخل الدول العربية، كما تجري مناقشة جداول التزامات الدول العربية الأعضاء في المنطقة فيما يخص قطاعات الخدمات وذلك سعياً للتوصل إلى اتفاقية بشأنها تتوافق مع الالتزامات المترتبة بموجب العضوية في منظمة التجارة العالمية.
- تقوم اليمن بتخفيض نسبة 16% من الرسوم الجمركية على وارداتها من الدول الأعضاء سنوياً وذلك بدءً من عام 2005م وسوف يطبق الإعفاء الكامل بحلول عام 2010م ؛
- تقوم السودان بتخفيض نسبة 20% من الرسوم الجمركية على وارداتها من الدول الأعضاء سنوياً وذلك بدءً من عام 2006م وسوف يطبق الإعفاء الكامل بحلول عام 2010م ؛
- فلسطين معفاة من تطبيق أية تخفيضات على وارداتها من الدول الأعضاء، ويتم أيضاً إعفاء كافة الصادرات الفلسطينية إلى الدول العربية من كافة الرسوم والضرائب ذات الأثر المماثل طبقاً لقرار القمة العربية رقم 274 لسنة 2004م.

## منطقة التجارة العربية الحرة الكبرى اليوم

منطقة التجارة العربية الحرة الكبرى

الأعضاء:
- العراق
- سوريا
- لبنان
- الأردن
- السعودية
- البحرين
- قطر
- الإمارات
- عُمان
- اليمن
- الكويت
- مصر
- ليبيا
- فلسطين
- تونس
- الجزائر
- المغرب
- السودان

الأعضاء المتوقعون:
- الصومال
- موريتانيا
- جيبوتي
- جزر القمر